# ヤマゲラ
ヤマゲラ（山啄木鳥、山緑啄木鳥、Picus canus）は、鳥綱キツツキ目キツツキ科アオゲラ属に分類される中形のキツツキ（啄木鳥）である。ユーラシアの旧北区から東洋区にかけて、亜寒帯から温帯域に広く分布しているが、日本には北海道にのみ生息する。
本州以南には同じアオゲラ属の近似種として日本固有の種であるアオゲラが生息し、江戸時代後期には「あをげら」（アオゲラ）に対して、本種は「やまげら」のほかアオゲラによく似た北海道の鳥として「しまあをげら」と称された。中国における標記は「灰頭綠啄木鳥（綠啄木）」。またヨーロッパには同じくヨーロッパアオゲラがともに分布する。

## 分布
西ヨーロッパ、スカンディナヴィア南部からロシアのシベリア南部、オホーツク沿岸、アムール流域、沿海地方、サハリンおよび日本の北海道にかけて、またヒマラヤ山脈のネパール、インド北部から中国、朝鮮半島、台湾、東南アジアのインドシナ半島およびスマトラ島にかけて分布、繁殖する。
アルバニア、イタリア、インド、インドネシア（スマトラ島）、ウクライナ、エストニア、オーストリア、オランダ、カザフスタン、韓国、カンボジア、北朝鮮、ギリシャ、クロアチア、スイス、スペイン、スロバキア、スロベニア、台湾、チェコ、中国、ドイツ、トルコ、日本、ネパール、ノルウェー、パキスタン、ハンガリー、バングラデシュ、フィンランド、ブータン、フランス、ブルガリア、ベトナム、ベラルーシ、ベルギー、ボスニア・ヘルツェゴビナ、ポーランド、マケドニア、マレーシア、ミャンマー、モンゴル、モンテネグロ、ラトビア、リヒテンシュタイン、ルクセンブルク、ルーマニア、ロシア。
日本では、北海道に亜種ヤマゲラ P. c. jessoensis が留鳥として周年生息し、利尻島にも渡来する。また色丹島のほか、青森県、栃木県、新潟県で迷鳥として確認されている。そのほか、まれにサハリン南部において繁殖する。

## 形態

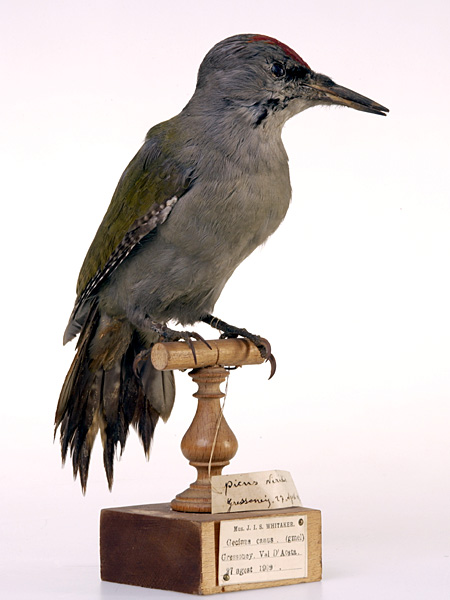
ヤマゲラの剥製
(Whitaker)

全長26-33cmで、アカゲラより大きく、アオゲラやヨーロッパアオゲラとほぼ同じ大きさ。翼開長38-40cm、体重110-206g。体長や体重に雌雄差はない。羽衣の色は亜種において多様であり、なかには赤色を帯びるものもあるが、多くは上面が緑色みを帯びており、下面は淡色で縞はなく、腰は黄緑色。顔は灰色で黒い顎線があり、頭頂から後頸にかけて灰色または黒色である。学名の Picus canus は「灰白色のキツツキ」の意であり、種小名の canus は「灰白色の」、アオゲラ属の属名 Picus は「キツツキ」（キツツキにされた神話上の人物ピークスによる）を意味する。
亜種ヤマゲラ
全長約29.5cm (29-30cm)。背および翼上面が灰緑色の羽毛で覆われる。頭部の羽毛は灰色で、顎線として嘴（くちばし）の基部から頸部にかけて髭（ひげ）のような黒い筋模様が入り、また眼先も黒い。腰および上尾筒は黄緑色で、尾は灰褐色。中央尾羽には黒色の横斑がある。ほぼ雌雄同色であるが、雄は前頭部の羽毛が赤い。雌は赤色がなく、代わりに黒縦斑が細かく認められるが、頭部は全体的に灰色である。北海道に生息する緑色のキツツキは本種のみであり、別種アオゲラに似るが北海道には生息せず、また本種はやや緑色みのある灰色の腹部に黒い横斑がない。ただし幼鳥は腹部に黒い横斑が見られる。そのほかアオゲラと違い、顎線には赤色が入らず、雌の頭部には赤色がない。虹彩は暗赤色であり、嘴は先端が黒色で、上嘴は黒灰色、下嘴の基部3分の2に黄色の部分がある。足は灰黒色。初列風切は黒褐色で白色の斑が見られ、それ以外の翼羽上面は灰緑褐色である。翼長13.6-15.0cm、尾長8.7-11.0cm、嘴峰長3.0-3.9cm、跗蹠長2.5-2.8cm。

## 亜種

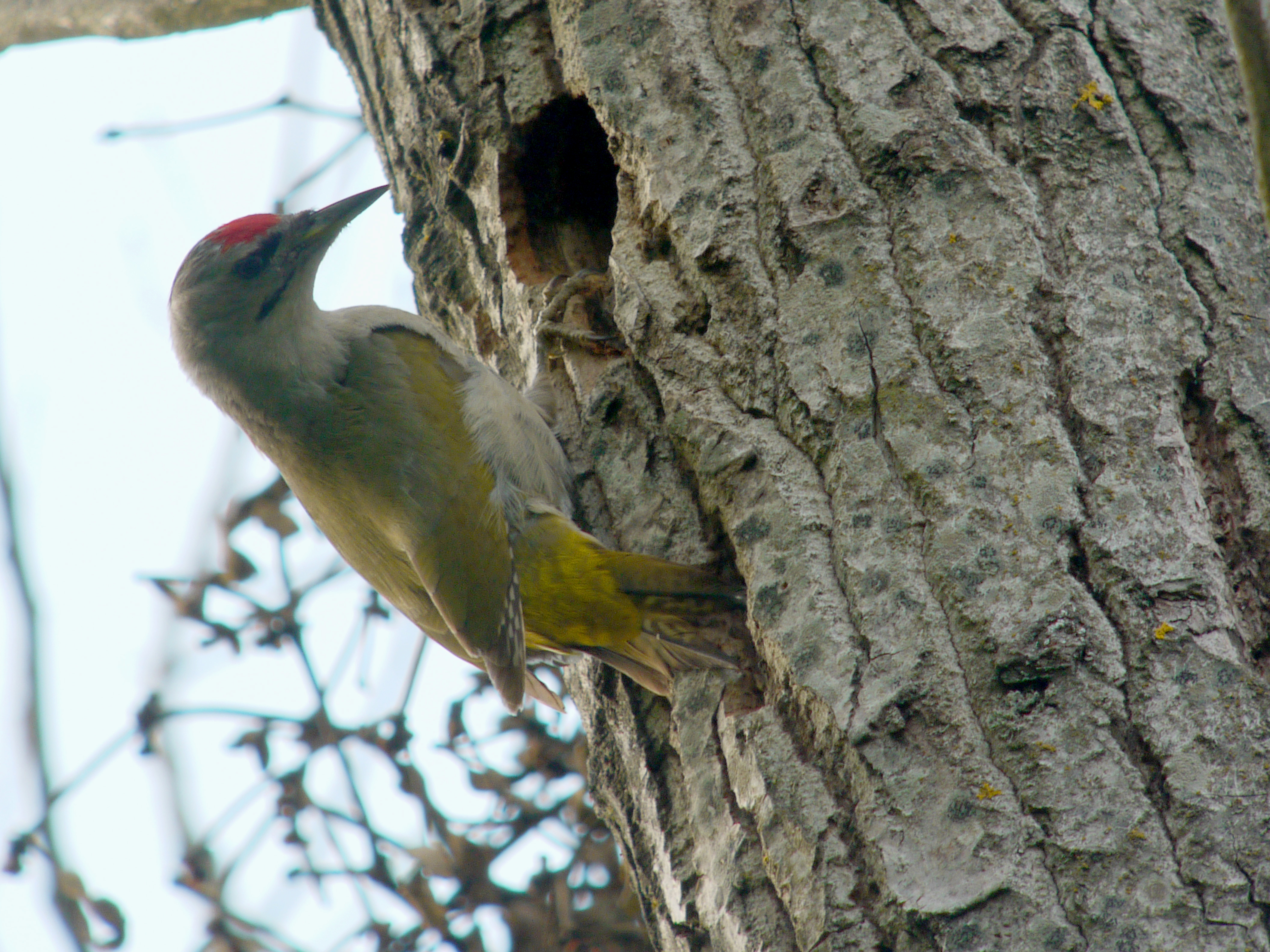
基亜種 Picus canus canus
（ポーランド）

- Picus canus canus (Gmelin, 1788) - 基亜種

ヨーロッパのフランス、スカンディナヴィアからシベリアにかけて分布する。
頭部は灰色みを帯び、雄は額から前頭にかけて赤い。雌には赤色がないが、まれに額に赤色が点在することがある。下面は淡い灰色。翼長13.7-15.5cm、尾長9.2-10.4cm、嘴長3.6-4.4cm、跗蹠長2.5-2.9cm、体重125-165g。
- Picus canus jessoensis (Stejneger, 1886) - 亜種ヤマゲラ

南コーカサス、シベリア東部から中国（北東部）、朝鮮、サハリンおよび北海道に分布する。
※本亜種の羽衣などの特徴は、本文の「形態」を参照。
翼長13.8-15.7cm、尾長9.0-11.8cm、嘴長4.0-4.5cm、跗蹠長2.4-2.78cm 、体重110-206g。
- Picus canus guerini (Malherbe, 1849)

中国北・中部の四川省中部から長江沿岸にかけて分布する。
頭頂から後頸にかけて淡い縞のある黒色で、雄は額から前頭が赤く、雌は黒い。
- Picus canus sobrinus (J.L. Peters, 1948)

中国南東部の広西チワン族自治区から福建省およびベトナム北東部に分布する。
上面は金緑色で下面は緑色。
- Picus canus tancolo (Gould, 1863)

海南島、台湾（通常1,000m以上の山地林）に分布する。
小さく、暗色であり頭部は灰色。上面は濃緑色で下面は緑色。翼長13.0-14.0cm。
- Picus canus kogo (Bianchi, 1906)

中国中部の陝西省から青海省、四川省北部にかけて分布する。
翼長14.9-15.6cm、嘴長4.2-4.4cm。
- Picus canus sordidior (Rippon, 1906)

チベット南東部から中国南西部の四川省、雲南省、およびミャンマー北東部にかけて分布する。
- Picus canus hessei (Gyldenstolpe, 1916)

ネパール、インド北部からミャンマー、中国南部、タイ、ベトナムにかけて分布する。
翼長13.6-15.6cm、尾長9.9-11.6cm、嘴長3.6-4.2cm、体重（雌）137g 。
- Picus canus sanguiniceps (E.C.S. Baker, 1926)

パキスタン北東部からインド北部、ネパール西端部にかけて分布する。
頭頂部から後頸にかけて黒色で、上面はくすんだ暗緑色、下面は暗緑色で灰色みはない。雄は額から頭頂にかけて赤いが、雌は頭部に赤色はない。尾長9.9-11.6cm、嘴長3.8-4.9cm、体重143-165g 。
- Picus canus robinsoni (Ogivie-Grant, 1906)

マレーシア （標高約900m以上）のタハン山（グヌン・タハン、Gunung Tahan）やキャメロンハイランドに分布する。
羽衣は全体的に暗色。雄は額から前頭に赤色があるが、雌は額から後頸まで黒色となり、頭頂部にやや縞が入る。翼長13.2-14.0cm、尾長9.9-10.9cm、嘴長3.3-4.3cm、跗蹠長2.8-3.05cm 。
- Picus canus dedemi (Oort, 1911)

インドネシアのスマトラ島（標高約1,000-2,000m ）の高地森林に分布する。
羽衣は暗色で全体的に暗赤褐色である。頭頂部から後頸は黒色で、雄は額から前頭に赤色があるが、雌は額や前頭も黒い。腰は赤く、下面には少し灰色や緑色が混じる。

## 生態

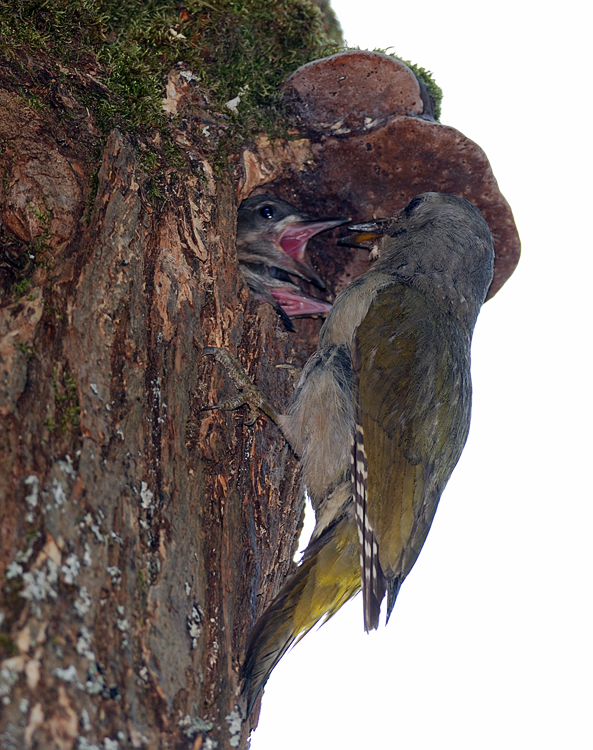
巣の雛に給餌する親鳥

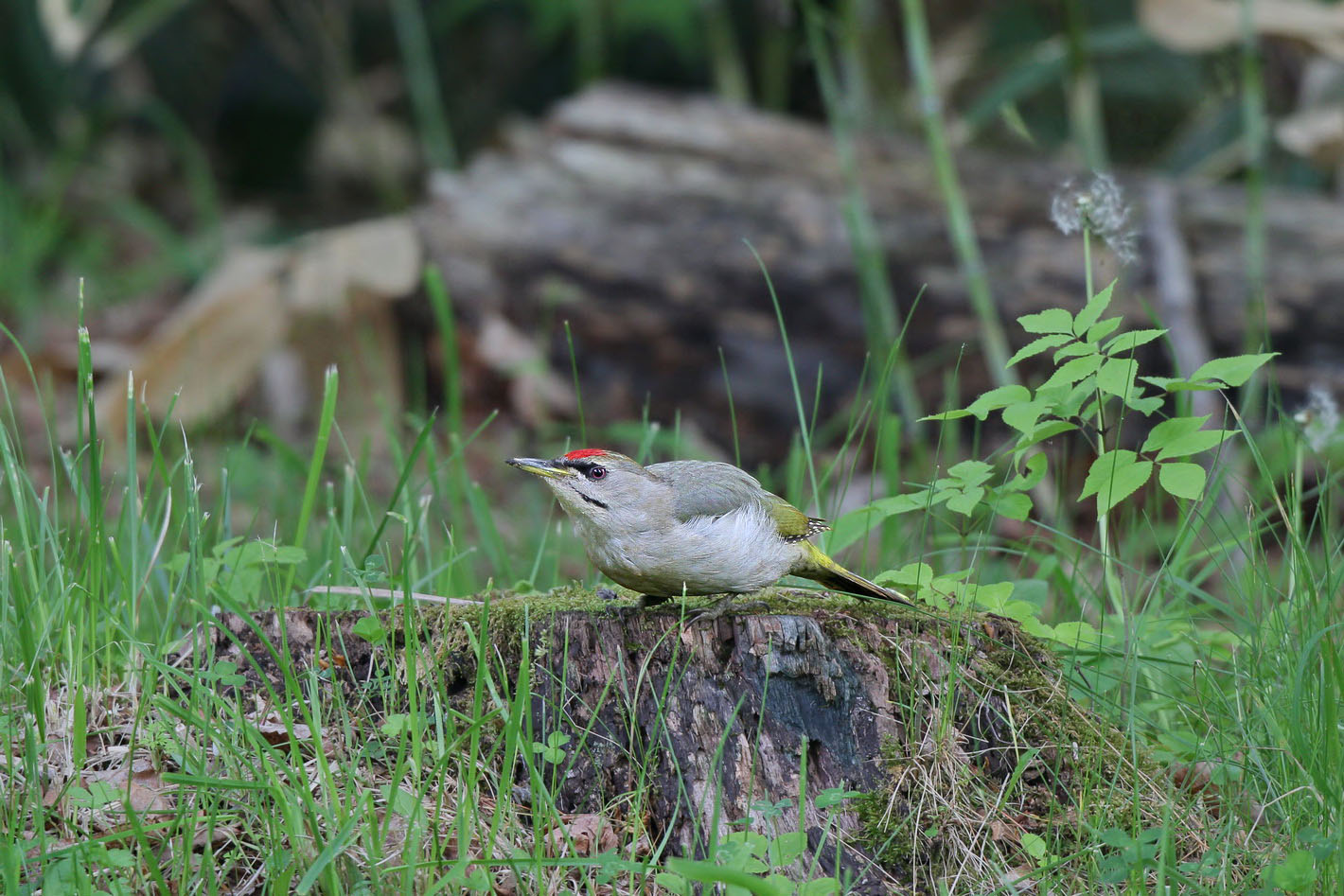
北海道（支笏湖）

森林や林地に生息し、ときに開けた場所や公園、庭園、果樹園などでも見られる。
日本では、北海道の平地から山地にかけて、落葉広葉樹林や針広混交林、針葉樹林に生息し、あまり移動しないが、冬季には海岸の林地のほか、ときに市街地でも見られる。形態と同様に習性もアオゲラに似る。群れは形成せず、単独もしくは番（つがい）で生活し、非繁殖期には単独でいる場合が多い。
鳴き声は「キョッ、キョッ」と聞こえ、巣内にいる雛も「キョッキョッ」とよく連続して鳴く。雄は繁殖期に「ピョーピョピョピョ……」 (pyoo pyopyopyopyo) または「キョウ、キョ、キョ、キョ」と聞こえる甲高くて長い声の後に、短く尻下がりの声が続く。アオゲラに似た口笛のような澄んだ声だが、アオゲラと違って鳴き声に節がある。また「ギッ」とも鳴き、警戒や威嚇として巣内および周辺で「ギョッギョッ」と、やや濁る声で鳴くこともある。また、飛翔するときに、よく「ケレケレケレッ」と鳴くことがある。ドラミングの音はアカゲラなどと同様である。木を叩く回数は、毎秒約14-15回で比較的少ないといわれる。ヤマゲラのことをアイヌ語では「コロルセ」（木・コロローと鳴く）などと称した。

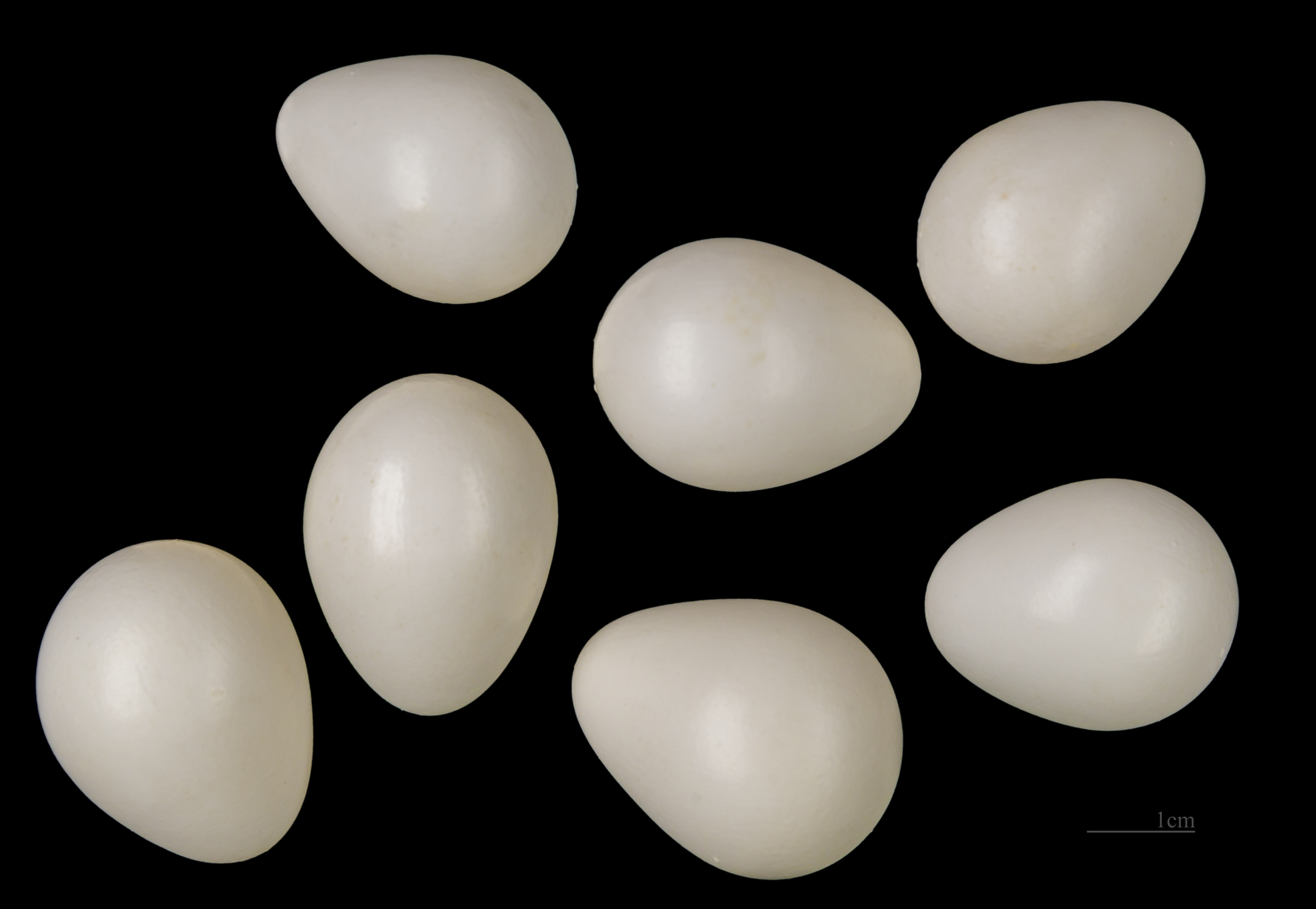
Picus canus

食性は雑食で、主に昆虫類およびその幼虫を採餌するが、クモのほか、果実、ウルシ科などの種子等も食べる。木々を移動しながら餌を探して採食し、生活は主に樹上でするが、アオゲラのように地面に降り立って地中のアリを掘り起こして食べることも多い。厳寒期には、ときにカラ類の混群に入り移動しながら採餌する。また、クマゲラの後について餌を獲ることもある。
枯れた大木および生きた木の幹に嘴で穴を空けた巣に、日本では5-6月に1回に5-8個の卵を産む。卵は白色で斑などはなく、その大きさは長径2.75-3.1cm、短径2.1-2.25cmとなる。雌雄とも交代で抱卵し、抱卵期間は14-15日。孵化した晩成性の雛は生後24-28日で巣立つ。生後1年程で性成熟する。